# Markenwet
De Markenwet was een wet uit 1886 met als doel de gemeenschappelijke markegronden te verdelen. De voormalige markegronden werden door wet vrij willekeurig verdeeld in een groot aantal percelen. De Markenwet gaf iedere markgenoot het recht de verdeling van de ‘gemene’ gronden te eisen en eigen deel te verkopen. Het doel was de toename van de algemene welvaart en ontwikkeling van de landbouw. Dit zou worden bereikt doordat de verdeling van de markegronden leidde tot ontginning van de woeste gronden. De hoeveelheid extra land die dit op leverde, was relatief beperkt, aangezien de meeste haalbare ontginningen al waren uitgevoerd.
De wet zorgde voor het opheffen van de markgenootschappen aangezien de verdeling het gemeenschappelijke beheer overbodig maakte.

## Geschiedenis
Vanaf 1200 tot 1300 ontstonden in Drenthe en Overijssel markgenootschappen. Hierbij was de grond gemeenschappelijk in eigendom van de dorpsbewoners en waarbij de boeren in het dorp die marken gezamenlijk bestuurden.
Bij het ontstaan van de moderne staat aan het einde van de achttiende eeuw en het begin van de negentiende eeuw ontstond de behoefte om een einde te maken aan gilden en collectief bezit en instituties. Zij zouden namelijk vooruitgang tegenhouden door onder andere het beperken van de marktwerking. Specifiek voor markegronden gold dat de productie beperkt was en er weinig grondbelasting werd betaald. Innovaties in de landbouw zorgde er daarnaast voor dat men minder afhankelijk werd van (heide)plaggen en er dus grootschaliger ontgonnen kon worden. Het was voor de nieuwe moderne staat dus aantrekkelijk om de gemeenschappelijke gronden te privatiseren.
Vanaf 1809 waren er al verschillende (mislukte) pogingen gedaan om de markegronden te verdelen. De eerste richtlijnen waren niet erg duidelijk en daarnaast waren ze niet bindend waardoor er weinig veranderd. Uiteindelijk ging met over tot een richtlijn waarbij men een verplicht werd een verdelingsplan of, als besloten werd niet tot verdeling over te gaan, een memorie van afwijzing op te stellen. In veel marken ging men over tot het opstellen van een memorie van afwijzing. Daarnaast speelde de vele bestuurswisselingen en gebrekkige opmetingen van de grond de regelingen parten. Dit laatste veranderde in 1832 met de invoer van het Kadaster. Vervolgens kwamen de markegronden in 1837 middels Koninklijk Besluit onder provinciale toezicht. Hierdoor werd er steeds vaker toch besloten de markegronden te verdelen.
Uiteindelijk volgt er in 1882 een eerste ontwerp van de Markenwet.